# David Blanco
David Blanco Rodríguez (Bienne, 3 marzo 1975) è un ex ciclista su strada spagnolo, professionista dal 2000 al 2013. In carriera ha vinto cinque volte la Volta a Portugal.

## Carriera
Nato in Svizzera, Blanco passò professionista nel 2000 con la squadra portoghese Paredes Rota dos Móveis, mettendo in mostra buone doti da scalatore. Nel 2003 ottenne la sua prima vittoria da pro al Grande Prémio Internacional CTT Correios de Portugal, una piccola corsa a tappe, e terminò quinto al Giro del Portogallo. Si guadagnò così un ingaggio con la più quotata formazione spagnola Comunidad Valenciana, con la quale nel 2004 ottenne il suo miglior piazzamento alla Vuelta a España terminando decimo.
Nel 2006 vinse due tappe e la classifica generale del primo dei suoi cinque vittoriosi Giri del Portogallo. Proprio nel 2006 la sua squadra, la Comunidad Valenciana, fu ampiamente coinvolta nell'Operación Puerto, molti suoi ciclisti furono squalificati e la squadra stessa venne sciolta. Blanco uscì pulito dalle indagini ma non trovò ingaggi in formazioni importanti, così dovette ripartire dal Portogallo: in questo paese rivinse il Giro nazionale nel 2008 e nei due anni successivi, grazie anche alla squalifica per doping di Nuño Ribeiro nel 2009.
Per il 2011 firmò per la Geox-TMC, squadra Professional Continental, ma quell'anno non ottenne successi, pur partecipando a Giro d'Italia e Vuelta a España. A fine stagione la squadra venne dismessa: nel 2012 Blanco tornò così ancora una volta in Portogallo per gareggiare con la Efapel-Glassdrive. In tale annata, all'età di 37 anni, ottenne il quinto successo al Giro del Portogallo, superando il record di quattro vittorie detenuto da Marco Chagas.

## Palmarès
- 2003

3ª tappa Grande Prémio Internacional CTT Correios de Portugal
- 2006

8ª Volta a Portugal
10ª Volta a Portugal
Classifica generale Volta a Portugal
- 2007

2ª tappa, 2ª semitappa Volta ao Sotavento Algarvio
Classifica generale Volta ao Sotavento Algarvio
3ª tappa GP Internacional Paredes Rota dos Móveis
Classifica generale GP Internacional Paredes Rota dos Móveis
- 2008

Classifica generale Volta a Portugal
- 2009

Classifica generale Volta a Portugal
- 2010

4ª tappa Volta a Portugal
7ª tappa Volta a Portugal
Classifica generale Volta a Portugal
3ª tappa Volta ao Alentejo
Classifica generale Volta ao Alentejo
- 2012

8ª tappa Volta a Portugal
Classifica generale Volta a Portugal

### Altri successi
- 2006

Criterium Dunas de Corralejo

## Piazzamenti

### Grandi Giri
- Giro d'Italia

2011: 66º
- Vuelta a España

2004: 10º
2005: 12º
2011: 47º

### Competizioni mondiali
- Campionati del mondo

Madrid 2005 - In linea: 69º